# Alfred Schack
Alfred Schack (* 10. Juni 1895 in Eisenberg, Ostpreußen; † 22. März 1978 in Meerbusch) war ein deutscher Erfinder und Unternehmer. Er gründete 1931 die Rekuperator KG Dr.-Ing. Schack & Co. in Düsseldorf.

## Leben und Wirken
Schack war der Sohn des evangelischen Pfarrers Albert Schack und hatte 5 Geschwister, darunter Herbert Schack. Er besuchte das Gymnasium und entwickelte bereits in der Schulzeit ein Interesse für Physik, Mathematik und Elektrizität.
Von 1914 bis 1918 diente Schack als Freiwilliger an der Front im Ersten Weltkrieg. Kurz vor Kriegsende wurde er gefangen genommen und verbrachte ein Jahr in englischer Kriegsgefangenschaft. Nach seiner Entlassung setzte er sein vor dem Krieg begonnenes Studium der Physik an der Albertus-Universität Königsberg und ab 1919 an der Technischen Hochschule Danzig fort. Seit Beginn seines Studiums war er Mitglied der Burschenschaft Arminia Königsberg im ADB, sowie seit 1919 Mitglied der Burschenschaft Gothia Danzig im ADB (später Burschenschaft Arminia-Gothia Braunschweig). 1950 wurde er auch Mitglied der Burschenschaft Sugambria Bonn. Er gehörte auch dem Verein Deutscher Ingenieure (VDI) mit der Mitgliedsnummer 23029 an.
Während der letzten Semester war er Hilfsassistent am Physikalischen Institut in Danzig und legte dort 1920 seine Diplomprüfung in Technischer Physik ab.
Im Jahr 1922 zog Schack nach Düsseldorf und wurde ein Jahr später Mitarbeiter der Wärmestelle des Vereins Deutscher Eisenhüttenleute. Im gleichen Jahr heiratete er Dorothea Schuhmacher. Aus dieser Ehe gingen drei Kinder hervor.
Seine Dissertation „Über die Strahlung der Feuergase und ihre praktische Umsetzung“ erfolgte im Jahre 1924. Kernstück war der Beweis, dass die Wärmeübertragung in Feuerungen weder durch Strahlung noch durch Berührung erfolgt. Diese Theorie wurde von der damaligen Fachwelt stark angezweifelt, eine Widerlegung war allerdings nicht möglich und Schack erlangte in der Fachwelt Bekanntheit.
Im Jahr 1929 erschien das grundlegende Werk Der industrielle Wärmeübergang. Dieses erste auf die Belange eines praktischen Ingenieurs ausgerichtete Lehrbuch wurde in den nachfolgenden Jahren stetig überarbeitet und erweitert. Auch nach Schacks Tod wurde noch eine Version publiziert, mit seinem Sohn Kurtreiner als Ko-Autor.
Am 14. Juli 1931 gründete Schack die Firma Rekuperator KG Dr.-Ing. Schack & Co. mit Unterstützung der Firma Demag AG. Nach einigen Anfangsschwierigkeiten bedingt durch die Wirtschaftsdepression erteilten ihm die Röchling-Werke  den Auftrag, eine Anlage zu bauen, die als der größte Stahl-Rekuperator in die Geschichte der Technik einging. Es folgten weitere bedeutende Anlagen, wie u. a. der weltweit erste Siemens-Martin-Ofen mit Rekuperator-Heizung und 1939 der erste Heißwindofen der Welt.
Schack habilitierte sich im Jahre 1951 an der Technischen Hochschule Aachen und war dort mehr als 15 Jahre Privatdozent. Im Jahre 1959 wurde er zum außerplanmäßigen Professor ernannt.
Im Jahr 1970 ernannte Alfred Schack seinen Sohn Kurtreiner Schack zum alleinigen Geschäftsführer seiner Firma. Im Jahre 1995 fusionierte die Rekuperator KG Dr.-Ing. Schack & Co. mit der Schmidt’schen Heißdampfgesellschaft mbH zur SHG Schack GmbH. Nachdem Kurtreiner Schack als Geschäftsführer zurücktrat, ist die Firma heute unter dem Namen Schmidtsche Schack - Arvos weltweit aktiv.